# Municipio de Providence (condado de Buena Vista)
El municipio de Providence (en inglés: Providence Township) es un municipio ubicado en el condado de Buena Vista en el estado estadounidense de Iowa. En el año 2010 tenía una población de 254 habitantes y una densidad poblacional de 2,73 personas por km².

## Geografía
El municipio de Providence se encuentra ubicado en las coordenadas 42°36′3″N 95°5′42″O / 42.60083, -95.09500. Según la Oficina del Censo de los Estados Unidos, el municipio tiene una superficie total de 92.91 km², de la cual 92,89 km² corresponden a tierra firme y (0,02 %) 0,02 km² es agua.

## Demografía
Según el censo de 2010, había 254 personas residiendo en el municipio de Providence. La densidad de población era de 2,73 hab./km². De los 254 habitantes, el municipio de Providence estaba compuesto por el 98,82 % blancos, el 0,79 % eran asiáticos, el 0,39 % eran de otras razas. Del total de la población el 0,79 % eran hispanos o latinos de cualquier raza.